# Augusto Baccelli
Augusto Baccelli (Roma, 29 febbraio 1832 – Roma, 24 maggio 1906) è stato un politico italiano.
Già tre volte deputato, fu nominato senatore del Regno d'Italia nella XVII legislatura.